# Potencjał spoczynkowy
Potencjał spoczynkowy to różnica potencjałów (napięcie) między obiema stronami błony plazmatycznej niepobudzonej komórki pobudliwej.
Wszystkie napięcia na błonie wyraża się jako różnice potencjału wnętrza komórki do potencjału po stronie zewnętrznej. Potencjały spoczynkowe mają wartości ujemne, które w komórkach nerwowych wahają się między –65 mV a –90 mV. Powstanie potencjału spoczynkowego jest spowodowane przede wszystkim tendencją jonów potasu do przepływania zgodnie z gradientem stężenia tych jonów z wnętrza na zewnątrz błony komórkowej. Powoduje to pozostanie niewielkiego nadmiaru ładunków ujemnych po wewnętrznej stronie błony. Inne jony (np. sodu) jedynie w niewielkim stopniu wpływają na wartości potencjału spoczynkowego. Siła elektrochemiczna, powodująca ruch jonu poprzez błonę komórkową, jest różnicą między potencjałem spoczynkowym a potencjałem równowagi dla danego jonu. Potencjał równowagi jonu jest to taki potencjał, przy którym wypływ tego rodzaju jonów z komórki jest równy ich wpływowi do jej wnętrza. 
Potencjał równowagi dla poszczególnych jonów można obliczyć stosując równanie Nernsta. Potencjały spoczynkowe można obliczyć stosując równanie Goldmana, które uwzględnia wszystkie zaangażowane rodzaje jonów.